# Buritis, Minas Gerais
Buritis este un oraș în unitatea federativă Minas Gerais (MG), Brazilia.